# Páros boldogság

A páros boldogság ligatúra egy változata

A páros boldogság (hagyományos kínai: 雙喜, egyszerűsített kínai: 双喜, pinjin: shuāngxǐ, magyaros átírással suanghszi) egy hagyományos kínai díszítőelem, mely a 喜 (xǐ, hszi), öröm, boldogság írásjegy ligatúrává kettőzött, kissé „összenyomott” alakját jelenti: 囍.
A páros boldogság szimbólumát gyakran használják újévi ünnepségeken és esküvőkön, de üzletek, éttermek díszítőelemeként is megjelenik. Számos terméket is díszítenek ezzel az elemmel, több márkanév része is. Az esküvőkön a fiatal pár ajándékait, a csomagolópapírt és a dekorációt is ezzel díszítik. Az ifjú házasok hálószobájuk falán sokáig őrzik a suanghszi (shuāngxǐ)t, hogy szerencsét hozzon a házasságukban.
Legtöbbször vörös, arany, esetleg fekete színű, gyakran kalligráfiaként írják.

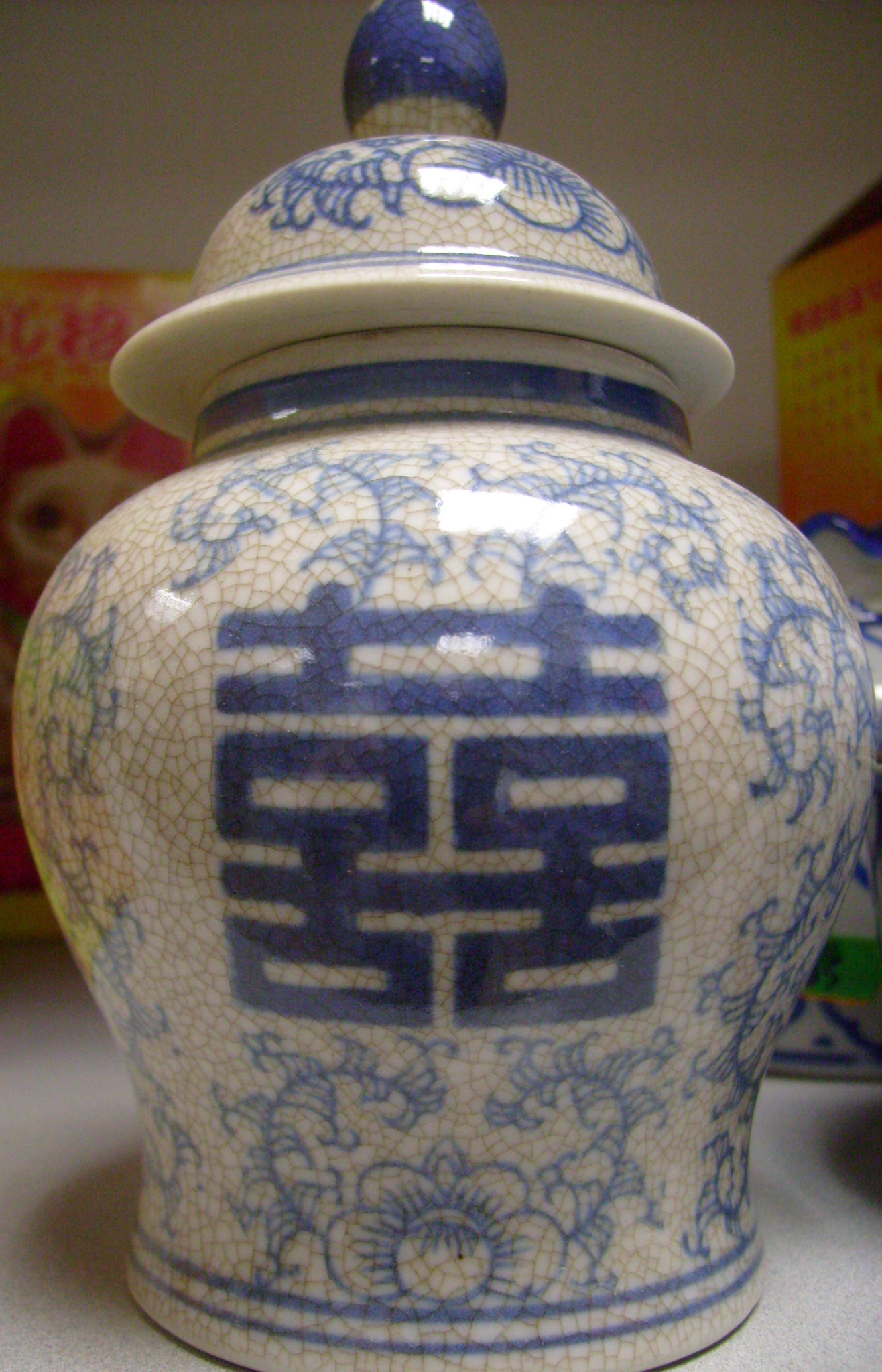
suanghszi (shuāngxǐ) motívummal díszített váza